# Irina Press
Irina Natanovna Press, född 10 mars 1939 i Charkov, Ukrainska SSR, Sovjetunionen (nuvarande Ukraina), död 21 februari 2004 i Moskva, var en sovjetisk friidrottare. Hon var syster till Tamara Press.
Irina Press blev olympisk mästare i 80 meter häck vid olympiska sommarspelen 1960 i Rom och i femkamp vid olympiska sommarspelen 1964 i Tokyo. Hon satte också flera världsrekord, både i 80 meter häck och femkamp, under sin karriär.